# Münnerstadt
Münnerstadt est une ville allemande, située dans le Land de Bavière et le district de Basse-Franconie.

## Jumelages
- France, Stenay, en Lorraine, à environ 550 kilomètres.
- Hongrie, Mosonmagyaróvár Annuelle de partenariat d'échange d'étudiants entre le von Johann Philipp Schönborn-Gymnasium et l'École Kossuth Lajos Grammaire

## Personnalités liées
- Johannes Hehn (1873-1932) théologien catholique.
- Will Höhne (1909-1993), chanteur allemand.